# Haus Kliff

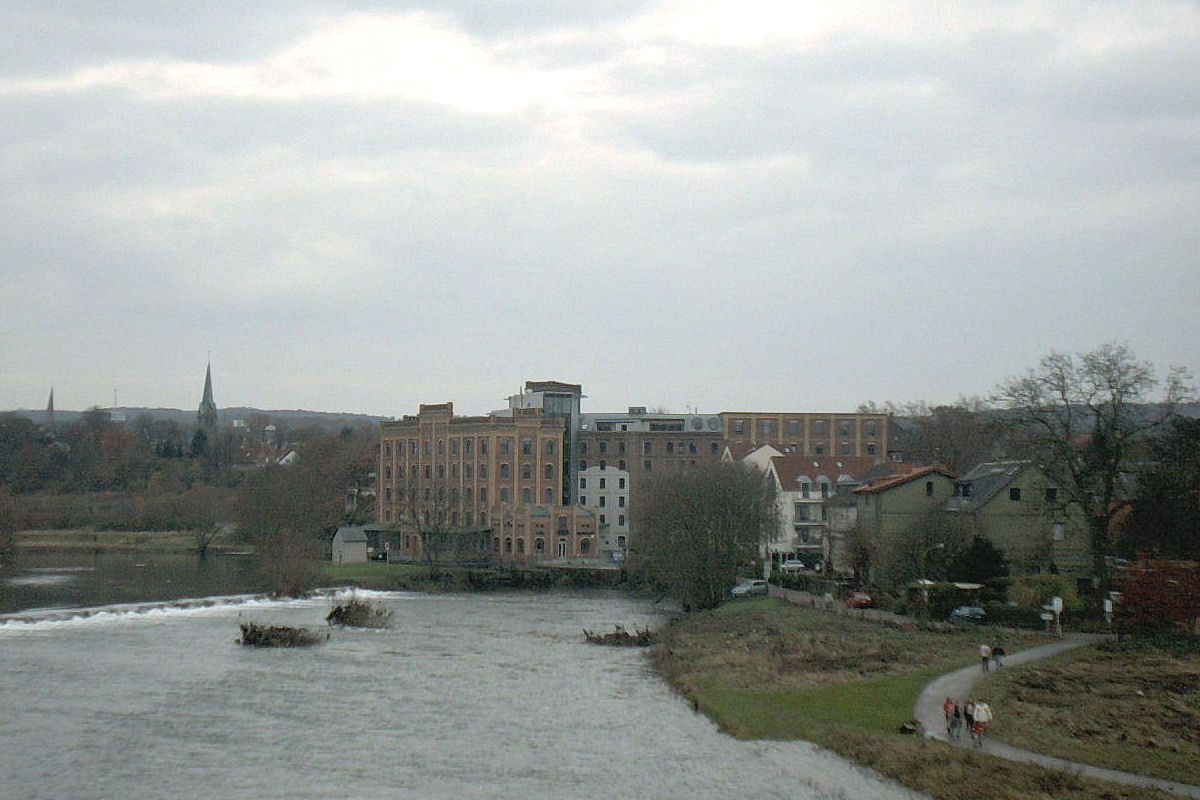
In Bildmitte, anstelle der Mühlengebäude lag Haus Kliff

Haus Kliff, in anderen Schreibweisen auch Haus Klyff, Haus Cleef oder Haus Clyff, war ein Rittergut bei Hattingen. Es wachte über die Ruhrquerung (zunächst als Furt, später als Brücke) am kleinen Hellweg (Hilinciweg) von Köln nach Münster. Die Herren von Haus Kliff (Klyft) waren viele Jahrhunderte die Schultheißen des Hofes Hatneggen.

## Geschichte
Bei Bauarbeiten im Jahre 1958 wurden im Bereich von Haus Kliff Spuren einer Mühle wiederentdeckt, die Graf Adolf II. von der Mark im Jahre 1335 an dieser Stelle hatte errichten lassen. Für die Bauern war es Pflicht, ihr Korn dort mahlen zu lassen (Mühlenzwang). Der Müller erhielt ein Zwanzigstel des gemahlenen Kornes als Lohn.
Diese Mühle war durch Eisgang auf der Ruhr eines Winters zerstört worden. Daher schloss der Graf mit Johannes Weite als Besitzer von Haus Kliff einen Vertrag über die Zusammenlegung der Mahlpflichtigen, die nun alle zur Weiten Mühlen von Haus Kliff zum Mahlen gehen mussten.
Johann Diedrich von Syberg erwarb Mitte des 17. Jahrhunderts Haus Kliff. Später erbten die Freiherren von Heiden zu Bruch den Besitz.
Aus späterer Zeit existieren Berichte, wie die Herren für die Kohlentransporte entlang der Straßen Wegezoll erhoben, wer sich diesem entziehen wollte, wurde nicht selten unter Anwendung körperlicher Gewalt dazu gezwungen.

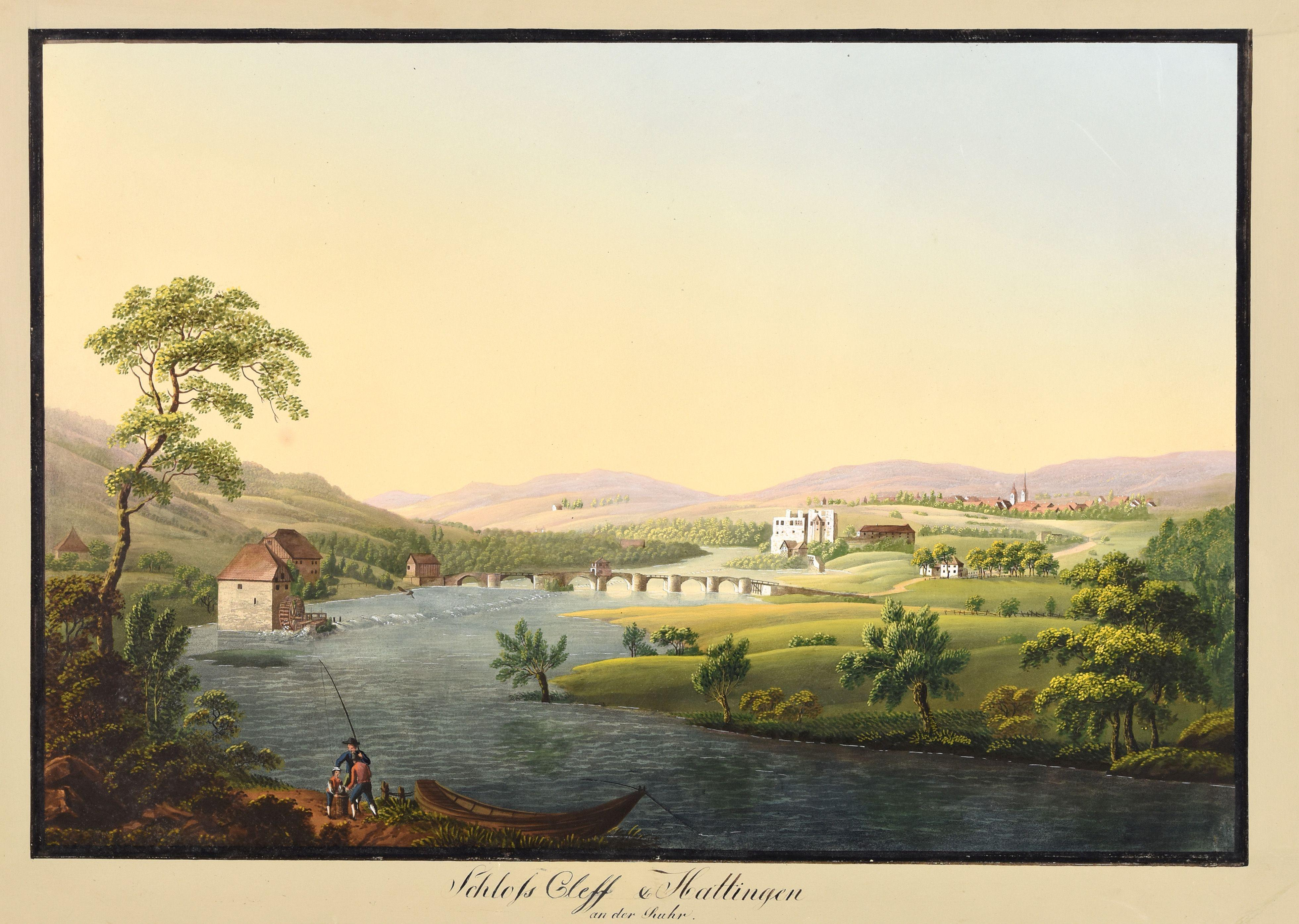
Bleuler, Haus Kliff und Hattingen, um 1810.

Im Jahre 1820 erbaute der Besitzer des Hauses Kliff die Hattinger Schleuse an der Ruhr aus Stein. Sie war 39 Meter lang und 5,50 Meter breit.
Die letzten Besitzer verarmten und die Burg verfiel. 1877 wurde Haus Kliff aus der Reihe der Rittersitze gestrichen. Das dazugehörige Gut ging Ende des 19. Jahrhunderts in Konkurs und wurde versteigert.
Das Burggelände ging 1880 an die Familie Birschel, die dort eine industrielle Mühle mit einer Fassade im Burgenstil errichtete. Mittlerweile wurde die Birschel-Mühle renoviert und zum Seniorenwohnheim umgebaut.
Von der alten Burg sind bis heute nur einzelne Mauerreste erhalten geblieben; ein Giebelbalken des Hauses mit Inschriften befindet sich im Hattinger Heimatmuseum. Bei Aushubarbeiten im August 2006 wurden Mauerreste freigelegt, die belegen, dass es neben dem eigentlichen bekannten Burggebäude auch eine so genannte Vorburg gegeben haben muss, die wahrscheinlich schon zum Ende des Hochmittelalters an Bedeutung verloren hat.
Über das mittelalterliche Rittergut gab und gibt es im Hattinger Raum zahlreiche Sagen. Eine besagt, dass der Niedergang des Hauses auf den Übermut einer Herrin zu Kliff zurückzuführen ist; eine andere berichtet von gespenstischen Vorgängen in der alten Mühle.